# Schenkelia ibadanensis
Espèce
Schenkelia ibadanensis est une espèce d'araignées aranéomorphes de la famille des Salticidae.

## Distribution
Cette espèce est endémique du Nigeria.

## Étymologie
Son nom d'espèce, composé de ibadan et du suffixe latin -ensis, « qui vit dans, qui habite », lui a été donné en référence au lieu de sa découverte, Ibadan.

## Publication originale
- Wesołowska & Russell-Smith, 2011 : Jumping spiders (Araneae: Salticidae) from southern Nigeria. Annales Zoologici, Warszawa, vol. 61, p. 553-619.